# Whitesands jezik
Whitesands jezik (napuanmen, whitsands; ISO 639-3: tnp), jedan od pet jezika podskupine Tanna, šire južnovanuatuske skupine, kojim govori 7 500 ljudi (Lynch and Crowley 2001) na istočnoj obali otoka Tanna, Vanuatu.
Postoje dva dijalekta: weasisi (wassisi) i lometimeti. Pismo: latinica.

## Vanjske poveznice
- Ethnologue (14th)
- Ethnologue (15th)